# 巴劳特
巴劳特（Baraut），是印度北方邦Baghpat县的一个城镇。总人口85822（2001年）。

## 人口
该地2001年总人口85822人，其中男性45877人，女性39945人；0—6岁人口13660人，其中男7489人，女6171人；识字率62.21%，其中男性为68.22%，女性为55.31%。